# Stati provinciali del Flevoland
Gli Stati provinciali del Flevoland (in olandese Proviciale Staten van Flevoland, noti anche come Stati del Flevoland (Staten van Flevoland) sono gli stati provinciali del Flevoland, l'organo legislativo della provincia. I suoi 41 seggi vengono assegnati ogni quattro anni tramite elezioni provinciali.